# Pallavolo ai XVIII Giochi panamericani - Convocazioni al torneo maschile
Elenco dei giocatori convocati per i Giochi panamericani 2019.

## Argentina
| N° | Nome             | Ruolo | Data di nascita   | Squadra               |
| -- | ---------------- | ----- | ----------------- | --------------------- |
| -  | Horácio Dileo    | All   | 30 marzo 1963     | -                     |
| 1  | Matías Sánchez   | P     | 20 settembre 1996 | Obras Sanitarias      |
| 3  | Jan Martínez     | S     | 28 gennaio 1998   | Bolívar               |
| 4  | Luciano Palonsky | S     | 8 luglio 1999     | Ciudad                |
| 7  | Matías Giraudo   | P     | 13 marzo 1998     | Emma Villas           |
| 10 | Nicolás Bruno    | S     | 24 febbraio 1989  | Maliye Piyango        |
| 11 | Gastón Fernández | C     | 4 agosto 1995     | River Plate           |
| 12 | Manuel Balagué   | S     | 12 agosto 1998    | River Plate           |
| 15 | Facundo Imhoff   | C     | 25 gennaio 1989   | Universitatea Craiova |
| 19 | Franco Massimino | L     | 23 maggio 1988    | Obras Sanitarias      |
| 22 | Lisandro Zanotti | S     | 4 ottobre 1990    | Narbonne              |
| 23 | Joaquín Gallego  | C     | 21 novembre 1996  | UNTreF                |
| 24 | Germán Johansen  | O     | 2 settembre 1995  | Unterhaching          |

## Brasile
| N° | Nome                | Ruolo | Data di nascita  | Squadra      |
| -- | ------------------- | ----- | ---------------- | ------------ |
| -  | Marcelo Fronckowiak | All   | 14 marzo 1968    | Cuprum Lubin |
| 1  | Thiago Veloso       | P     | 15 agosto 1993   | Sesc         |
| 2  | Matheus dos Santos  | C     | 13 dicembre 1990 | Minas        |
| 3  | Éder Carbonera      | C     | 19 ottobre 1983  | Sesi         |
| 5  | Lucas Lóh           | S     | 18 gennaio 1991  | Sesi         |
| 6  | Aboubacar Neto      | O     | 16 febbraio 1994 | Funvic       |
| 7  | Henrique Honorato   | S     | 18 marzo 1997    | Minas        |
| 8  | Eduardo Sobrinho    | P     | 19 gennaio 1996  | Minas        |
| 9  | Carlos Barreto      | S     | 8 agosto 1994    | Callipo      |
| 11 | Rodrigo Leão        | S     | 5 giugno 1996    | Sada         |
| 12 | Rogério de Carvalho | L     | 20 febbraio 1995 | Minas        |
| 17 | Cledenílson Batista | C     | 9 giugno 1998    | Minas        |
| 18 | Felipe Roque        | O     | 19 maggio 1997   | Minas        |

## Cile
| N° | Nome                | Ruolo | Data di nascita  | Squadra           |
| -- | ------------------- | ----- | ---------------- | ----------------- |
| -  | Daniel Nejamkin     | All   | 29 gennaio 1960  | -                 |
| 1  | Simón Guerra        | C     | 19 gennaio 1996  | Castêlo da Maia   |
| 2  | Vicente Ibarra      | S     | 14 maggio 2001   | ?                 |
| 3  | Gabriel Araya       | C     | 11 giugno 1995   | Linares           |
| 4  | Tomás Parraguirre   | O     | 1º marzo 1991    | Tunuyán           |
| 5  | Matías Parraguirre  | S     | 2 luglio 1987    | St. Thomas Morus  |
| 9  | Dušan Bonačić       | S     | 19 luglio 1995   | Volley Catania    |
| 10 | Vicente Mardones    | O     | 18 dicembre 1999 | Stadio Italiano   |
| 11 | Vicente Parraguirre | S     | 14 ottobre 1994  | Laval             |
| 14 | Estebán Villarreal  | P     | 1º agosto 1997   | ?                 |
| 15 | Sebastian Castillo  | L     | 19 novembre 1995 | Linares           |
| 16 | Tomás Gago          | C     | 11 giugno 1997   | Purdue Fort Wayne |
| 19 | Matías Banda        | P     | 5 settembre 1995 | Linares           |

## Cuba
| N° | Nome               | Ruolo | Data di nascita  | Squadra          |
| -- | ------------------ | ----- | ---------------- | ---------------- |
| -  | Nicolás Vives      | All   | 24 aprile 1970   | -                |
| 1  | José Massó         | O     | 2 dicembre 1997  | Guantánamo       |
| 2  | Osniel Melgarejo   | S     | 18 dicembre 1997 | Obras Sanitarias |
| 3  | Marlon Yant        | S     | 23 maggio 2001   | Villa Clara      |
| 5  | Javier Concepción  | C     | 27 dicembre 1997 | Ciudad Habana    |
| 7  | Yonder García      | L     | 26 febbraio 1993 | Ciudad Habana    |
| 9  | Liván Osoria       | C     | 5 febbraio 1994  | Ciudad           |
| 11 | Liván Taboada      | P     | 4 ottobre 1998   | Ciudad Habana    |
| 12 | Jesús Herrera      | O     | 4 aprile 1995    | Obras Sanitarias |
| 14 | Adrián Goide       | P     | 26 giugno 1998   | Gigantes del Sur |
| 15 | Yohan León         | S     | 24 gennaio 1995  | Camagüey         |
| 17 | Roamy Alonso       | C     | 24 luglio 1997   | Matanzas         |
| 18 | Miguel Ángel López | S     | 25 marzo 1997    | Gigantes del Sur |

## Messico
| N° | Nome              | Ruolo | Data di nascita   | Squadra             |
| -- | ----------------- | ----- | ----------------- | ------------------- |
| -  | Jorge Azair       | All   | -                 | -                   |
| 1  | Daniel Vargas     | O     | 1º settembre 1986 | Palandöken          |
| 3  | Alexis Garay      | O     | 9 giugno 1997     | Tapatíos de Jalisco |
| 4  | Gonzalo Ruiz      | S     | 24 aprile 1988    | Vitória             |
| 5  | Jesús Rangel      | L     | 20 settembre 1980 | Tigres UANL         |
| 6  | Jesús Perales     | P     | 22 dicembre 1993  | Tigres UANL         |
| 9  | Axel Téllez       | C     | 8 ottobre 1999    | Tigres UANL         |
| 10 | Pedro Rangel      | P     | 16 settembre 1988 | Teruel              |
| 11 | Jorge Barajas     | S     | 7 maggio 1991     | Eilabun             |
| 14 | Jonathan Martínez | C     | 30 settembre 1991 | Chihuahua           |
| 16 | Miguel Chávez     | C     | 13 maggio 1996    | Sonora              |
| 17 | Néstor Orellana   | O     | 7 gennaio 1992    | Tapatíos de Jalisco |
| 20 | Julián Duarte     | S     | 19 giugno 1994    | Tigres UANL         |

## Perù
| N° | Nome               | Ruolo | Data di nascita  | Squadra        |
| -- | ------------------ | ----- | ---------------- | -------------- |
| -  | Juan Carlos Gala   | All   |                  | -              |
| 1  | Daniel Urueña      | C     | 26 novembre 1997 | Vamos Peerless |
| 2  | Paul Williams      | P     | 26 maggio 1995   | Unilever       |
| 3  | Orlando Aguilar    | P     | 15 luglio 1999   | DC Asociados   |
| 7  | Eduardo Romay      | O     | 22 agosto 1995   | Regatas Lima   |
| 8  | Maikel Jaramillo   | S     | 30 marzo 1999    | Sparteam       |
| 10 | Juan Silva         | P     | 4 settembre 1999 | Regatas Lima   |
| 11 | Jonathan Nakamatsu | L     | 30 aprile 1999   | Regatas Lima   |
| 12 | Daniel Porras      | S     | 4 agosto 1998    | Unilever       |
| 13 | Benny Bernaola     | C     | 1º novembre 1990 | Regatas Lima   |
| 14 | Álvaro Hidalgo     | S     | 23 marzo 1994    | Regatas Lima   |
| 23 | Marco Calvera      | S     | 25 novembre 2000 | Unilever       |
| 24 | Benjamín Patrón    | C     | 25 ottobre 1995  | Vamos Peerless |

## Porto Rico
| N° | Nome               | Ruolo | Data di nascita   | Squadra                  |
| -- | ------------------ | ----- | ----------------- | ------------------------ |
| -  | Oswald Antonetti   | All   | 20 luglio 1977    | -                        |
| 3  | Pablo Guzmán       | S     | 2 giugno 1987     | Mulos de Juncos          |
| 4  | Dennis Del Valle   | L     | 27 gennaio 1989   | Caribes de San Sebastián |
| 5  | Pedro Nieves       | C     | 29 giugno 1993    | Caribes de San Sebastián |
| 7  | Arturo Iglesias    | P     | 22 novembre 1995  | Mulos de Juncos          |
| 11 | Maurice Torres     | O     | 6 luglio 1991     | Mets de Guaynabo         |
| 13 | Sequiel Sánchez    | S     | 24 marzo 1990     | Mets de Guaynabo         |
| 14 | Pelegrín Vargas    | S     | 31 luglio 1998    | Purdue Fort Wayne        |
| 15 | Jonathan Rodríguez | C     | 16 settembre 1997 | Changos de Naranjito     |
| 17 | Jessie Colón       | C     | 20 settembre 1984 | Indios de Mayagüez       |
| 22 | Gabriel García     | O     | 8 gennaio 1999    | Brigham Young            |
| 24 | Arnel Cabrera      | L     | 11 ottobre 1994   | Mets de Guaynabo         |
| 25 | Brian Negrón       | P     | 15 febbraio 1996  | Indios de Mayagüez       |

## Stati Uniti
| N° | Nome            | Ruolo | Data di nascita  | Squadra         |
| -- | --------------- | ----- | ---------------- | --------------- |
| -  | Milan Žarković  | All   | 15 maggio 1962   | Hawaii          |
| 1  | Thomas Carmody  | C     | 24 novembre 1992 | -               |
| 2  | Price Jarman    | C     | 21 novembre 1992 | Itapetininga    |
| 4  | Kyle Ensing     | O     | 6 marzo 1997     | CSU Long Beach  |
| 5  | James Shaw      | O     | 5 marzo 1994     | ZAKSA           |
| 7  | Joseph Worsley  | P     | 16 giugno 1997   | Hawaii          |
| 9  | Colton Cowell   | S     | 4 marzo 1997     | Hawaii          |
| 12 | Samuel Holt     | S     | 20 giugno 1993   | Roeselare       |
| 13 | Joshua Tuaniga  | P     | 18 marzo 1997    | CSU Long Beach  |
| 14 | David Wieczorek | S     | 3 gennaio 1996   | Pepperdine      |
| 15 | Brenden Sander  | S     | 22 dicembre 1995 | Lube            |
| 16 | Brendan Schmidt | C     | 3 settembre 1994 | Dinamo Bucarest |
| 22 | Kupono Fey      | L     | 21 gennaio 1995  | Argos           |